# Брич, Леонид Григорьевич
Леонид Григорьевич Брич (бел. Леанід Рыгоравіч Брыч; род. 12 декабря 1958, д. Заплесье, Дрогичинский район, Брестская область, Белорусская ССР, СССР) —  белорусский государственный и политический деятель, депутат Палаты представителей Национального собрания VI и VII созыва. Член Совета Палаты представителей.

## Биография
Родился 12 декабря 1958 года в деревне Заплесье Дрогичинского района Брестской области.
Учился в Пинском мясомолочном техникуме. С 1978-го по 1980 год проходил службу в армии.
Образование высшее — окончил Могилевский технологический институт, получив квалификацию «Инженер-технолог».
Работал технологом, начальником отдела общественного питания управления рабочего снабжения «Главполесьеводстрой» города Пинска, директором Пинского треста столовых и ресторанов, директором открытого акционерного общества «Надзея-Пинск», генеральным директором открытого акционерного общества «Берестейский пекарь» города Бреста.
Избирался депутатом Брестского областного Совета депутатов 26-го и 27-го созывов. Являлся депутатом Палаты представителей Национального собрания Республики Беларусь шестого созыва.
Член Белорусской патриотической партии и Совета Брестской областной организации республиканского общественного объединения «Белая Русь».

## Депутат Палаты представителей

### VI созыв (11 октября 2016 — 6 декабря 2019)
Занимал должность заместителя председателя Постоянной комиссии по экономической политике.
Законопроекты:
- «Об изменении Закона Республики Беларусь «Об объектах, находящихся только в собственности государства, и видах деятельности, на осуществление которых распространяется исключительное право государства»;
- «О ратификации Договора между Республикой Беларусь и Республикой Индия об инвестициях»;
- «О внесении изменений и дополнений в Закон Республики Беларусь «О приватизации государственного имущества и преобразовании государственных унитарных предприятий в открытые акционерные общества».

### VII созыв (с 6 декабря 2019)
Занимал должность председателя Постоянной комиссии по экономической политике, член Совета Палаты представителей.
Законопроекты:
- «О ратификации Соглашения между Правительством Республики Беларусь и Правительством Республики Узбекистан о взаимном поощрении и защите инвестиций»;
- «О саморегулируемых организациях».

## Выборы
| Кандидат                    | Кандидат                     | Субъект выдвижения                                  | Голосов | %    |
| --------------------------- | ---------------------------- | --------------------------------------------------- | ------- | ---- |
|                             | Брич Леонид Григорьевич      | Белорусская патриотическая партия                   | 27 347  | 58,7 |
|                             | Петрухин Сергей Сергеевич    | Беспартийный                                        | 5 285   | 11,3 |
|                             | Ершова Елена Владимировна    | Беспартийная                                        | 4 322   | 9,3  |
|                             | Волчок Андрей Олегович       | Белорусская социал-демократическая партия (Грамада) | 1 620   | 3,5  |
|                             | Серикова Ирина Владимировна  | Белорусская партия левых «Справедливый мир»         | 1 564   | 3,4  |
|                             | Толковец Андрей Владимирович | Партия БНФ                                          | 753     | 1,6  |
| Против всех                 | Против всех                  | Против всех                                         | 4 932   |      |
| Недействительных бюллетеней | Недействительных бюллетеней  | Недействительных бюллетеней                         | 776     |      |
| Всего                       | Всего                        | Всего                                               | 69 563  | 100  |
| Явка избирателей            | Явка избирателей             | Явка избирателей                                    | 46 599  | 67,0 |

| Кандидат                    | Кандидат                      | Субъект выдвижения                            | Голосов | %     |
| --------------------------- | ----------------------------- | --------------------------------------------- | ------- | ----- |
|                             | Брич Леонид Григорьевич       | Белорусская патриотическая партия             | 31 161  | 65,44 |
|                             | Курилович Владимир Георгиевич | Республиканская партия труда и справедливости | 10 345  | 21,72 |
| Против всех                 | Против всех                   | Против всех                                   | 5 685   |       |
| Недействительных бюллетеней | Недействительных бюллетеней   | Недействительных бюллетеней                   | 430     |       |
| Всего                       | Всего                         | Всего                                         | 68 748  | 100   |
| Явка избирателей            | Явка избирателей              | Явка избирателей                              | 47 621  | 69,27 |

## Награды
- Медаль «За трудовую доблесть» (СССР);
- Юбилейные медали;
- Почётные грамоты:
  - Национального собрания Республики Беларусь;
  - Министерства сельского хозяйства и продовольствия Республики Беларусь;
  - Брестского областного исполнительного комитета;
  - Брестского областного Совета депутатов.

## Семья
Женат, имеет сына и дочь.